# Los Charrúas
Los Charrúas est une localité rurale argentine située dans le département de Concordia et dans la province d'Entre Ríos.

## Histoire
Los Charrúas a été créée à partir de la gare ferroviaire (gare de Los Charrúas) dans les années 1930, son tracé ayant été approuvé par une résolution provinciale le 23 octobre 1941, date retenue pour sa fondation. La gare a été inaugurée le 24 janvier 1934.
Sa population se caractérise par un melting pot d'ethnies et une diversité religieuse. Sa croissance suit la production agricole. Un monument au guerrier de Charrúa été inauguré en 1991, à l'occasion du 50e anniversaire de la fondation de la ville.
Le conseil d'administration de Los Charrúas a été créé par le décret no 8477/1974 du 9 septembre 1974. La municipalité de 2e catégorie a été créée par le décret no 3954/1984 MGJE du 16 octobre 1984, après que la loi no 7309 adoptée le 29 mai 1984 ait approuvé l'extension de l'ejido et les données du recensement. Le 10 décembre 2011, elle est devenue une municipalité de catégorie unique. La loi provinciale no 8893, adoptée le 27 décembre 1994, a étendu la municipalité de Los Charrúas.

## Religion
| Diocèse  | Concordia                |
| -------- | ------------------------ |
| Paroisse | Nuestra Señora del Luján |